# 급식

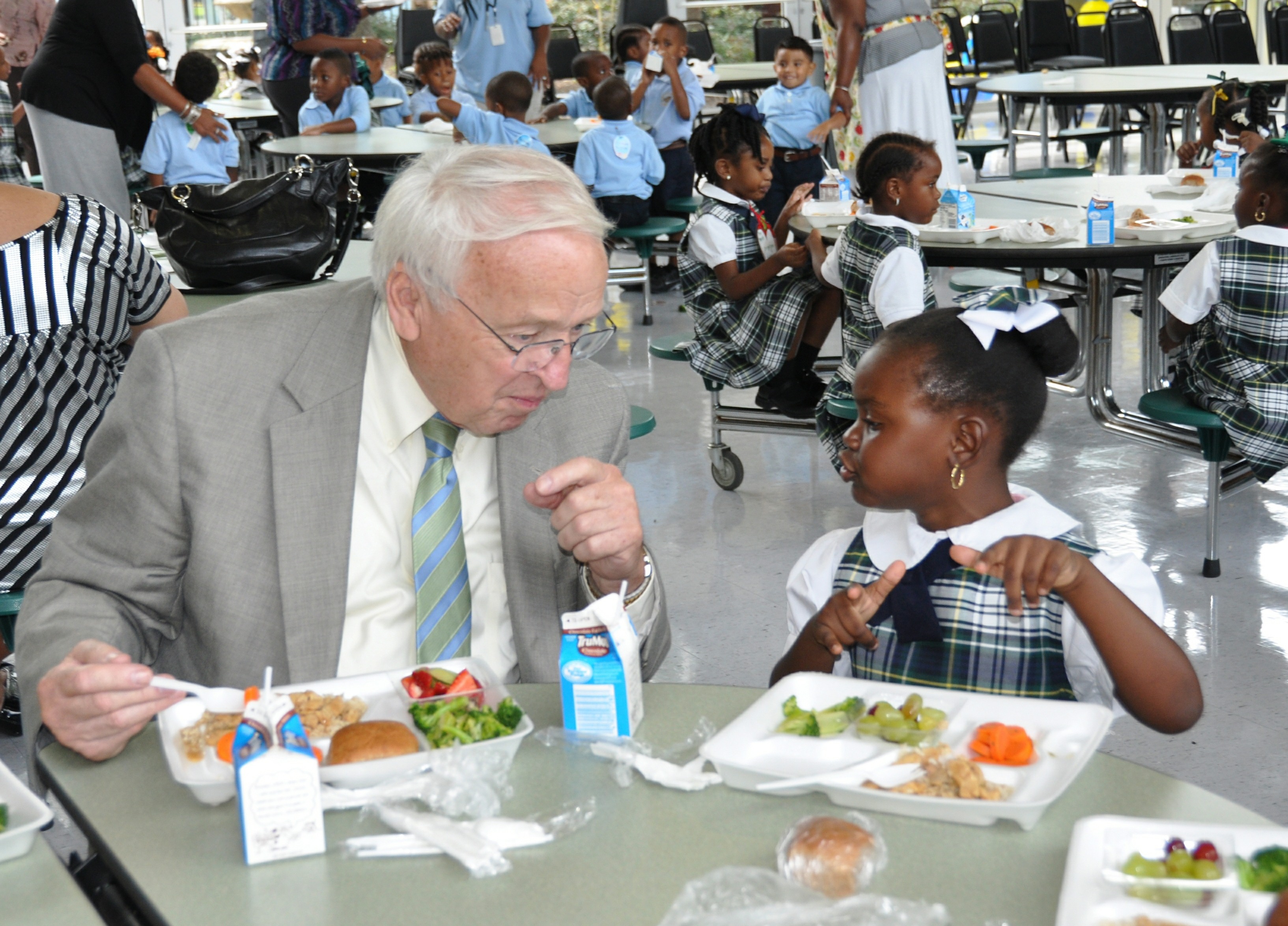
급식 식사 중인 유치원생.

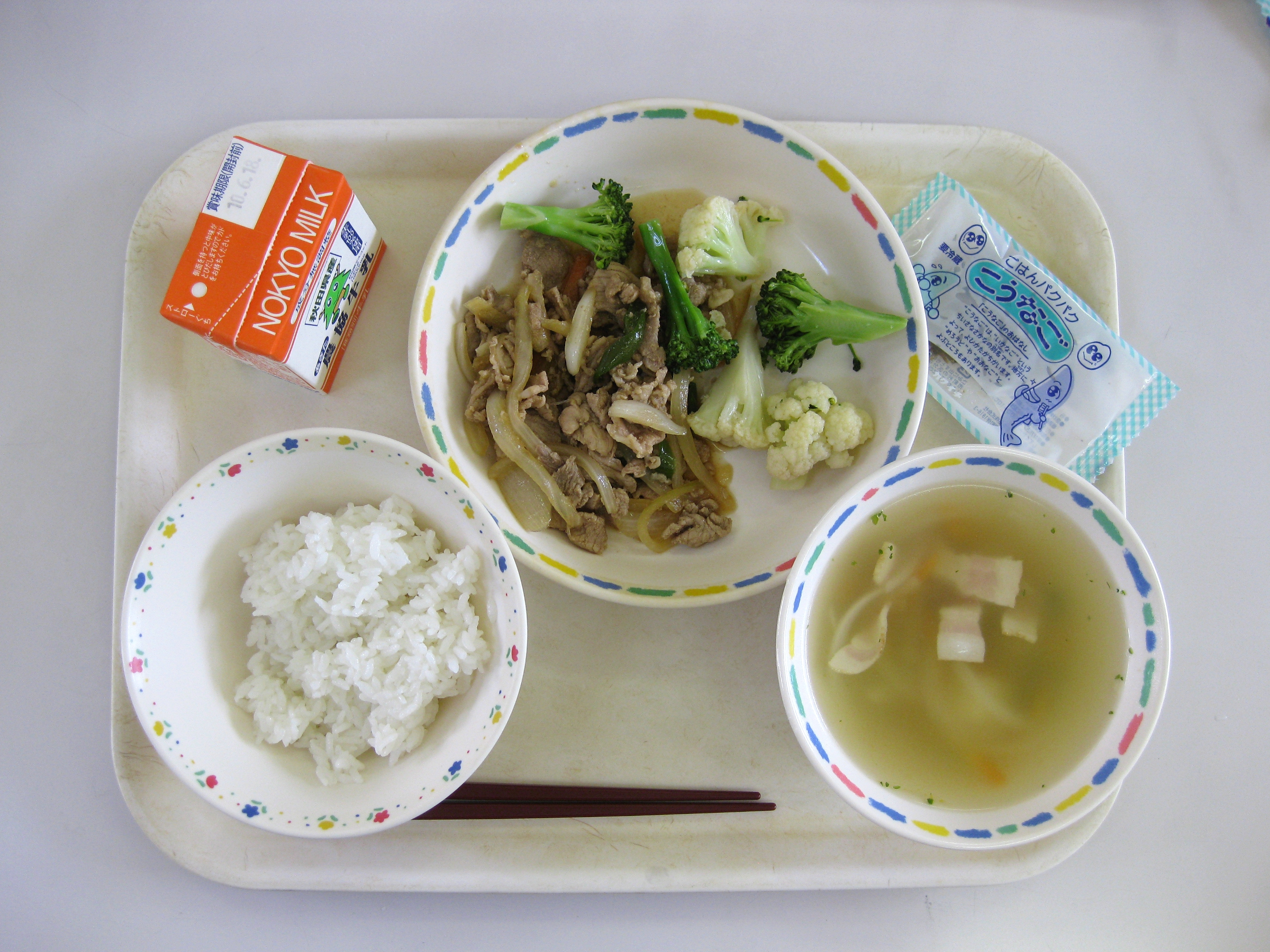
일본의 급식.

급식(給食)은 특정 다수에 대해 전문시설을 이용하여 조직적 · 지속적으로 식사를 제공하는 것을 의미한다. 단체급식이라고도 한다. 급식의 종류에는 학교 급식, 병원 급식, 군대 급식, 복지시설 급식, 교정시설 급식, 회사 급식 등이 있다. 포장 음식인 도시락으로 점심 식사를 해결하던 학교에도 결식과 영양 불균형 현상을 해결하기 위해 급식 제도가 1987년에 등록되었다. 급식에는 무상급식과 유상급식이 있다. 직장인은 급식이나 각종 시설에 완비한 매점과 거리의 식당에서 식사를 할 수 있다. 전국민에 대한 급식의 보편화가 시행될 경우 대량 생산으로 인한 조리 시설과 식사 시설이 분리된다.
급식의 목적은 영양가를 잘 계산한 식사를 제공하여 영양상의 균형을 유지하고, 함께 먹음으로써 인간관계를 좋게 하기 위해서이다. 한편 음식물 관리의 소홀로 인한 식중독이 사회문제로까지 대두되기도 한다.

## 급식 비리 문제

### 대한민국

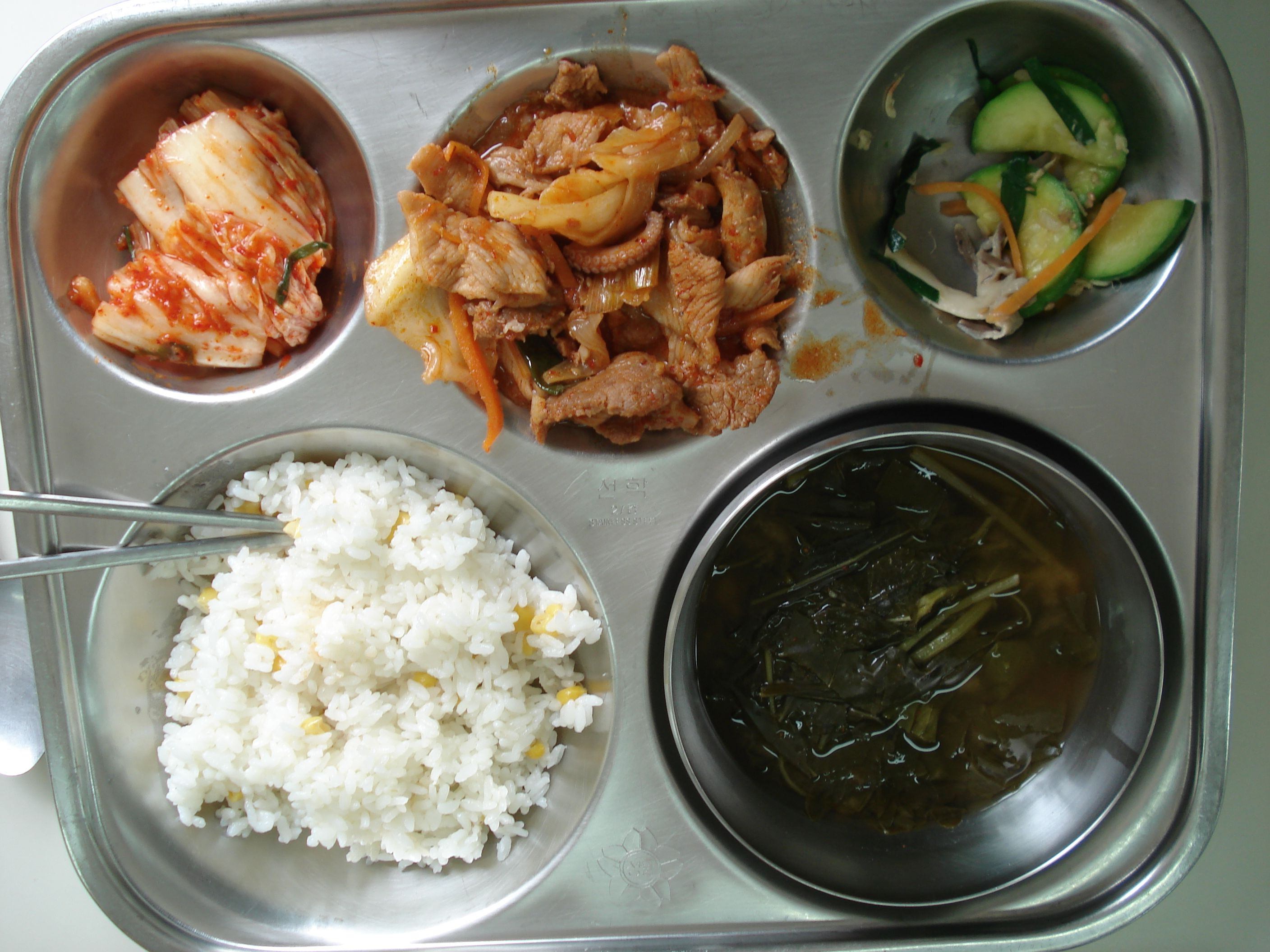
대한민국의 급식.

알려진 급식업체 비리로는, 납품 비리 뿐만이 아니라, 계약자 선정, 급식 단가 후려치기 등의 비리 우려가 있다. 실제로 2010년 12월, 급식업체 납품비리 연루 공무원이 학교 급식비리에 대한 유서를 남기고 목을 매 숨지는 사건이 발생하였으며, 납품업체로부터 납품가를 높게 책정하도록 한 후 차액을 되돌려 받는 수법으로 학교급식 납품가를 부풀려 돈을 챙긴 학교 이사장이 구속되기도 하였다. 또한 급식질 하락에 대한 우려도 있는데, 일부 급식업체들은 저가 경쟁의 부담으로 질낮은 고기나 법으로 금지된 수입육 같은 싸구려 불량 식재료를 사용하기도 한다. 한겨레 신문에 의하면, 2003년의 경우 학교 급식 때문에 학생 3,800여명이 식중독에 걸렸으며, 젖소를 한우로 속이거나, 음식 재료를 국산으로 허위 표시하고, 급식에서 담배꽁초 등 쓰레기가 나왔다든지, 비위가 약한 학생은 먹기 힘들 정도로 맛이 이상한 급식이 나왔다든지 하는 문제가 있다고 한다. 참교육을 위한 전국 학부모회 전은자 원장은 납품업체 위생이 허술하며, 바퀴벌레 나오고, 저질 축산물이 A급으로 둔갑된다고 하였다. 일선 영양사에 의하면 식재료비를 부풀리는 비리는 고질적인 문제라고 한다. 이를 위탁급식 탓이라고 주장하고, 학교가 직접 급식하는 직영급식 확대를 통해 해결해야 한다는 주장이 있지만, 한 서울시내 일선 교장이 고충을 말하길, 직영으로 전환하면 학교에서 신경쓰고 책임질 일이 더 많아지며, 식중독 같은 문제 발생에 대해 학교 측에서는 부담스러워 한다고 한다. 서울 중·고교 83%에 해당하는 절대다수는 직영급식 거부하고 있고, 더욱이 직영 급식으로 전환 한 학교들은, 급식 업무때문에 학교 업무 태반을 급식에 할애하므로 쉬지를 못하고, 정작 가장 중요한 학생 가르치기는 일도 못하고 있다고 일선 교사들이 불만을 터뜨리고 있다.

## 같이 보기
- 무상급식